# Michael Norton
Michael Norton es un bajista y hermano menor del guitarrista con que trabajo Mark St. John, conocido por participar en la banda White Tiger en 1985, por el estilo Glam Metal.

## Con White Tiger
Norton habría sido reclutado por Mark St. John, para que conformen el grupo en 1985 con el que grabó un disco y un recopilatorio. La banda fue formada por el guitarrista Mark St. John (Kiss) y el vocalista David Donato (Black Sabbath), junto al baterista Brian James Fox y él como bajo. 
El sonido e imagen de la agrupación eran similares a los de Kiss en los ochenta, sin embargo, esto no impidió que su discográfica los despidiera a finales de 1986, alegando que su álbum homónimo no poseía ningún sencillo potencialmente exitoso.
White Tiger fue el único álbum lanzado por la agrupación, en 1986.

## Familia
Michael Norton es el hermano menor de Mark St. John, quien llamó para que participara del grupo musical.

## Discografía

### Álbum
- White Tiger (1985)

### Lista de canciones
- "Rock Warriors" - 5:28
- "Love/Hate" - 5:51
- "Bad Time Coming" - 6:01
- "Runaway" - 5:00
- "Still Standing Strong" - 5:26
- "Live To Rock" - 4:09
- "Northern Wind" - 5:13
- "Stand And Deliver" - 4:38
- "White Hot Desire" - 4:36

- Datos: Q107012145